# Ploéven
Ploéven település Franciaországban, Finistère megyében. Lakosainak száma 534 fő (2022. január 1.). Ploéven Cast, Plomodiern és Plonévez-Porzay községekkel határos.

## Népesség
A település népességének változása:
| Lakosok száma | 445  | 438  | 450  | 474  | 531  | 526  | 518  | 507  | 502  | 534  |
|               | 1968 | 1982 | 1990 | 2006 | 2013 | 2015 | 2017 | 2019 | 2020 | 2022 |